# Costatrichia lodora
Costatrichia lodora is een schietmot uit de familie Hydroptilidae. De soort komt voor in het Neotropisch gebied.